# Estación de Zacatelco
La Estación Zacatelco fue una terminal ferroviaria por la cual pasaba el antiguo Ferrocarril Interoceánico de México para la ruta Apizaco-Puebla. Se encuentra protegido por Instituto Nacional de Antropología e Historia (INAH) como patrimonio cultural ferrocarrilero.

## Historia
La estación de tren de Zacatelco sirvió para el antiguo Ferrocarril Mexicano con ruta de Apizaco a Puebla, la cual fue inaugurada por el entonces presidente de México, Benito Juárez.
Fue una de las primeras estaciones construidas en el estado de Tlaxcala. La estación contó con construcciones complementarias como un muelle de carga y uno de escape.